# Футбол на почтовых марках СССР
Футбо́л на почто́вых ма́рках СССР — тематический каталог (перечень) знаков почтовой оплаты (почтовых марок), введённых в обращение дирекцией по изданию и экспедированию знаков почтовой оплаты Министерства связи СССР, посвящённых теме футбола.
Памятные (коммеморативные) почтовые марки, посвящённые тематике футбола, выпускались в СССР с 1935 по 1991 год. Знаки почтовой оплаты печатались на предприятиях Гознака Министерства финансов СССР.

## Футбол в филателии
«Футбо́л в филатели́и» (или «футбо́л на почто́вых ма́рках») — название одного из подразделов области спортивной филателии — тематического коллекционирования знаков почтовой оплаты и штемпелей, посвящённых футболу, чемпионатам мира и другим футбольным спортивным соревнованиям, известным футболистам, футбольным стадионам, клубам и организациям или связанных с ними темам.

## Список коммеморативных (памятных) марок
Порядок следования элементов в таблице соответствует номеру по официальному каталогу марок СССР, в скобках приведены номера по каталогу «Михель». Кроме изображения и номинала в списке дано краткое описание (дополнительную информацию можно получить в комментариях, нажав на «комм»), указаны дата выпуска, тираж и художник. Чтобы перейти к маркам определённого года выпуска, нажмите на нужный год.
| 1935 • 1938 • 1948 • 1949 • 1956 • 1957 • 1958 • 1962 • 1963 • 1964 • 1966 • 1968 • 1970 • 1974 • 1979 • 1981 • 1982 • 1984 • 1985 • 1986 • 1988 • 1990 • 1991 |

| № по каталогу                                                                | Изображение | Описание и источники | Номинал                  | Дата выпуска          | Тираж     | Художник                                               |
| 1935                                                                         | 1935        | 1935 | 1935                     | 1935                  | 1935      | 1935                                                   |
| ---------------------------------------------------------------------------- | ----------- | --- | ------------------------ | --------------------- | --------- | ------------------------------------------------------ |
| (ЦФА [АО «Марка»] № 500) (Mi #513)                                           |             | Серия «Спорт в СССР. Спартакиада»: - Бег. | 0,01 руб.                | июнь 1935 года        | 200 000   | Василий Завьялов                                       |
| (ЦФА [АО «Марка»] № 501) (Mi #514)                                           |             | Серия «Спорт в СССР. Спартакиада»: - Прыжки в воду. | 0,02 руб.                | июнь 1935 года        | 200 000   | Василий Завьялов                                       |
| (ЦФА [АО «Марка»] № 502) (Mi #515)                                           |             | Серия «Спорт в СССР. Спартакиада»: - Гребля на байдарках.                                                                                              | 0,03 руб.                | июнь 1935 года        | 200 000   | Василий Завьялов                                       |
| (ЦФА [АО «Марка»] № 503) (Mi #516)                                           |             | Серия «Спорт в СССР. Спартакиада»: - Футбол. | 0,04 руб.                | июнь 1935 года        | 200 000   | Василий Завьялов                                       |
| (ЦФА [АО «Марка»] № 504) (Mi #517)                                           |             | Серия «Спорт в СССР. Спартакиада»: - Лыжный спорт. | 0,05 руб.                | июнь 1935 года        | 200 000   | Василий Завьялов                                       |
| (ЦФА [АО «Марка»] № 505) (Mi #518)                                           |             | Серия «Спорт в СССР. Спартакиада»: - Велосипедный спорт.                                                                                               | 0,10 руб.                | июнь 1935 года        | 75 000    | Василий Завьялов                                       |
| (ЦФА [АО «Марка»] № 506) (Mi #519)                                           |             | Серия «Спорт в СССР. Спартакиада»: - Теннис. | 0,15 руб.                | июнь 1935 года        | 60 000    | Василий Завьялов                                       |
| (ЦФА [АО «Марка»] № 507) (Mi #520)                                           |             | Серия «Спорт в СССР. Спартакиада»: - Конькобежный спорт.                                                                                               | 0,20 руб.                | июнь 1935 года        | 100 000   | Василий Завьялов                                       |
| (ЦФА [АО «Марка»] № 508) (Mi #521)                                           |             | Серия «Спорт в СССР. Спартакиада»: - Барьерный бег. | 0,35 руб.                | июнь 1935 года        | 60 000    | Василий Завьялов                                       |
| (ЦФА [АО «Марка»] № 509) (Mi #522)                                           |             | Серия «Спорт в СССР. Спартакиада»: - Парад физкультурников.                                                                                            | 0,40 руб.                | июнь 1935 года        | 100 000   | Василий Завьялов                                       |
| 1938                                                                         |             | |                          |                       |           |                                                        |
| (ЦФА [АО «Марка»] № 645) (Mi #657)                                           |             | Серия «Спорт в СССР»: - Прыжки в воду. | 0,05 руб.                | 28 декабря 1938 года  | 4 100 000 | Иван Дубасов                                           |
| (ЦФА [АО «Марка»] № 646) (Mi #658)                                           |             | Серия «Спорт в СССР»: - Метание диска. | 0,10 руб.                | 28 декабря 1938 года  | 5 100 000 | Иван Дубасов                                           |
| (ЦФА [АО «Марка»] № 647) (Mi #659)                                           |             | Серия «Спорт в СССР»: - Теннисист. | 0,15 руб.                | 28 декабря 1938 года  | 2 000 000 | Иван Дубасов                                           |
| (ЦФА [АО «Марка»] № 648) (Mi #660)                                           |             | Серия «Спорт в СССР»: - Мотоспорт. | 0,20 руб.                | 28 декабря 1938 года  | 3 600 000 | К. Столярский                                          |
| (ЦФА [АО «Марка»] № 649) (Mi #661)                                           |             | Серия «Спорт в СССР»: - Лыжный спорт. | 0,30 руб.                | 28 декабря 1938 года  | 2 600 000 | Иван Дубасов                                           |
| (ЦФА [АО «Марка»] № 650) (Mi #662)                                           |             | Серия «Спорт в СССР»: - Бег. | 0,40 руб.                | 28 декабря 1938 года  | 4 100 000 | Иван Дубасов                                           |
| (ЦФА [АО «Марка»] № 651) (Mi #663)                                           |             | Серия «Спорт в СССР»: - Футбол. | 0,50 руб.                | 28 декабря 1938 года  | 1 100 000 | Иван Дубасов                                           |
| (ЦФА [АО «Марка»] № 652) (Mi #664)                                           |             | Серия «Спорт в СССР»: - Парад физкультурников. | 0,80 руб.                | 28 декабря 1938 года  | 900 000   | К. Столярский                                          |
| 1948                                                                         |             | |                          |                       |           |                                                        |
| (ЦФА [АО «Марка»] № 1309) (Mi #1246)                                         |             | Серия «Спорт в СССР» (II выпуск года): - Кросс. | 0,15 руб.                | 15 сентября 1948 года | 2 000 000 | В. Андреев                                             |
| (ЦФА [АО «Марка»] № 1310) (ЦФА [АО «Марка»] № 1310-1) (Mi #1247)             |             | Серия «Спорт в СССР» (II выпуск года): - Футбол. | 0,30 руб.                | 15 сентября 1948 года | 3 000 000 | В. Андреев                                             |
| (ЦФА [АО «Марка»] № 1311) (Mi #1248)                                         |             | Серия «Спорт в СССР» (II выпуск года): - Водно-моторный спорт, скутер.                                                                                 | 0,45 руб.                | 15 сентября 1948 года | 1 000 000 | В. Андреев                                             |
| (ЦФА [АО «Марка»] № 1312) (Mi #1249)                                         |             | Серия «Спорт в СССР» (II выпуск года): - Прыжки в воду.                                                                                                | 0,50 руб.                | 15 сентября 1948 года | 1 000 000 | В. Андреев                                             |
| 1949                                                                         |             | |                          |                       |           |                                                        |
| (ЦФА [АО «Марка»] № 1410) (Mi #1357)                                         |             | Серия «Спорт в СССР» (I выпуск года): - Парусный спорт.                                                                                                | 0,20 руб.                | 7 августа 1949 года   | 2 000 000 | Василий Завьялов                                       |
| (ЦФА [АО «Марка»] № 1411) (Mi #1358)                                         |             | Серия «Спорт в СССР» (I выпуск года): - Гребля на байдарках.                                                                                           | 0,25 руб.                | 7 августа 1949 года   | 1 000 000 | Василий Завьялов                                       |
| (ЦФА [АО «Марка»] № 1412) (Mi #1359)                                         |             | Серия «Спорт в СССР» (I выпуск года): - Плавание. | 0,30 руб.                | 7 августа 1949 года   | 500 000   | Василий Завьялов                                       |
| (ЦФА [АО «Марка»] № 1413) (Mi #1360)                                         |             | Серия «Спорт в СССР» (I выпуск года): - Футбол. | 0,40 руб.                | 7 августа 1949 года   | 2 000 000 | Василий Завьялов                                       |
| (ЦФА [АО «Марка»] № 1414) (Mi #1361)                                         |             | Серия «Спорт в СССР» (I выпуск года): - Велосипедный спорт.                                                                                            | 0,40 руб.                | 7 августа 1949 года   | 1 000 000 | Василий Завьялов                                       |
| (ЦФА [АО «Марка»] № 1415) (Mi #1362)                                         |             | Серия «Спорт в СССР» (I выпуск года): - Альпинизм. | 0,50 руб.                | 7 августа 1949 года   | 1 000 000 | Василий Завьялов                                       |
| (ЦФА [АО «Марка»] № 1416) (Mi #1363)                                         |             | Серия «Спорт в СССР» (I выпуск года): - Парашютный спорт.                                                                                              | 1,00 руб.                | 7 августа 1949 года   | 500 000   | Василий Завьялов                                       |
| (ЦФА [АО «Марка»] № 1417) (Mi #1364)                                         |             | Серия «Спорт в СССР» (I выпуск года): - Лёгкая атлетика.                                                                                               | 2,00 руб.                | 7 августа 1949 года   | 500 000   | Василий Завьялов                                       |
| 1956                                                                         |             | |                          |                       |           |                                                        |
| (ЦФА [АО «Марка»] № 1910) (ЦФА [АО «Марка»] № 1910С) (Mi #1849A) (Mi #1849C) |             | Серия «Спартакиада народов СССР»: - Эстафетный бег. | 0,10 руб.                | 5 августа 1956 года   | 2 000 000 | Л. Голованов                                           |
| (ЦФА [АО «Марка»] № 1911) (Mi #1850A)                                        |             | Серия «Спартакиада народов СССР»: - Волейбол. | 0,25 руб.                | 5 августа 1956 года   | 2 000 000 | Л. Голованов                                           |
| (ЦФА [АО «Марка»] № 1912) (Mi #1851A)                                        |             | Серия «Спартакиада народов СССР»: - Плавание. | 0,25 руб.                | 5 августа 1956 года   | 2 000 000 | Л. Голованов                                           |
| (ЦФА [АО «Марка»] № 1913) (Mi #1852A)                                        |             | Серия «Спартакиада народов СССР»: - Академическая гребля.                                                                                              | 0,25 руб.                | 5 августа 1956 года   | 2 000 000 | Л. Голованов                                           |
| (ЦФА [АО «Марка»] № 1914) (ЦФА [АО «Марка»] № 1914С) (Mi #1857A) (Mi #1857C) |             | Серия «Спартакиада народов СССР»: - Флаг над стадионом в Лужниках.                                                                                     | 0,40 руб.                | 5 августа 1956 года   | 2 000 000 | Л. Голованов                                           |
| (ЦФА [АО «Марка»] № 1915) (Mi #1859A)                                        |             | Серия «Спартакиада народов СССР»: - Футбол. | 0,40 руб.                | 5 августа 1956 года   | 2 000 000 | Л. Голованов                                           |
| (ЦФА [АО «Марка»] № 1916) (ЦФА [АО «Марка»] № 1916С) (Mi #1858A) (Mi #1858C) |             | Серия «Спартакиада народов СССР»: - Фехтование. | 0,40 руб.                | 5 августа 1956 года   | 2 000 000 | Л. Голованов                                           |
| (ЦФА [АО «Марка»] № 1917) (Mi #1856A)                                        |             | Серия «Спартакиада народов СССР»: - Прыжки в воду. | 0,40 руб.                | 5 августа 1956 года   | 2 000 000 | Л. Голованов                                           |
| (ЦФА [АО «Марка»] № 1918) (Mi #1853A)                                        |             | Серия «Спартакиада народов СССР»: - Велосипедный спорт.                                                                                                | 0,40 руб.                | 5 августа 1956 года   | 2 000 000 | Л. Голованов                                           |
| (ЦФА [АО «Марка»] № 1919) (ЦФА [АО «Марка»] № 1919С) (Mi #1854A) (Mi #1854C) |             | Серия «Спартакиада народов СССР»: - Эмблема Спартакиады.                                                                                               | 0,40 руб.                | 5 августа 1956 года   | 2 000 000 | А. Яковлев                                             |
| (ЦФА [АО «Марка»] № 1920) (ЦФА [АО «Марка»] № 1920С) (Mi #1855A) (Mi #1855C) |             | Серия «Спартакиада народов СССР»: - Теннис. | 0,40 руб.                | 5 августа 1956 года   | 2 000 000 | Л. Голованов                                           |
| (ЦФА [АО «Марка»] № 1921) (Mi #1861A)                                        |             | Серия «Спартакиада народов СССР»: - Гимнастика. | 0,60 руб.                | 5 августа 1956 года   | 2 000 000 | Л. Голованов                                           |
| (ЦФА [АО «Марка»] № 1922) (ЦФА [АО «Марка»] № 1922С) (Mi #1860A) (Mi #1860C) |             | Серия «Спартакиада народов СССР»: - Бокс. | 0,60 руб.                | 5 августа 1956 года   | 2 000 000 | Л. Голованов                                           |
| (ЦФА [АО «Марка»] № 1923) (ЦФА [АО «Марка»] № 1923С) (Mi #1862A) (Mi #1862C) |             | Серия «Спартакиада народов СССР»: - Баскетбол. | 1,00 руб.                | 5 августа 1956 года   | 2 000 000 | Л. Голованов                                           |
| 1957                                                                         |             | |                          |                       |           |                                                        |
| (ЦФА [АО «Марка»] № 2020) (Mi #1962)                                         |             | Серия «III Международные игры молодежи в Москве»: - Гимнастика.                                                                                        | 0,20 руб.                | 15 июля 1957 года     | 1 000 000 | Василий Завьялов                                       |
| (ЦФА [АО «Марка»] № 2021) (Mi #1963)                                         |             | Серия «III Международные игры молодежи в Москве»: - Борьба.                                                                                            | 0,25 руб.                | 15 июля 1957 года     | 1 000 000 | Василий Завьялов                                       |
| (ЦФА [АО «Марка»] № 2022) (Mi #1964)                                         |             | Серия «III Международные игры молодежи в Москве»: - Спортсмены.                                                                                        | 0,40 руб.                | 15 июля 1957 года     | 1 000 000 | Василий Завьялов                                       |
| (ЦФА [АО «Марка»] № 2023) (Mi #1965)                                         |             | Серия «III Международные игры молодежи в Москве»: - Эмблема.                                                                                           | 0,40 руб.                | 15 июля 1957 года     | 1 000 000 | Василий Завьялов                                       |
| (ЦФА [АО «Марка»] № 2024) (Mi #1966)                                         |             | Серия «III Международные игры молодежи в Москве»: - Метание копья.                                                                                     | 0,60 руб.                | 15 июля 1957 года     | 1 000 000 | Василий Завьялов                                       |
| (ЦФА [АО «Марка»] № 2025) (Mi #1968)                                         |             | Серия «XVI Олимпийские игры в Мельбурне (Австралия, 1956)»: - Метание копья.                                                                           | 0,20 руб.                | 20 июля 1957 года     | 2 000 000 | Василий Завьялов                                       |
| (ЦФА [АО «Марка»] № 2026) (Mi #1967)                                         |             | Серия «XVI Олимпийские игры в Мельбурне (Австралия, 1956)»: - Бег.                                                                                     | 0,20 руб.                | 20 июля 1957 года     | 2 000 000 | Василий Завьялов                                       |
| (ЦФА [АО «Марка»] № 2027) (Mi #1969)                                         |             | Серия «XVI Олимпийские игры в Мельбурне (Австралия, 1956)»: - Гимнастика.                                                                              | 0,25 руб.                | 20 июля 1957 года     | 2 000 000 | Василий Завьялов                                       |
| (ЦФА [АО «Марка»] № 2028) (Mi #1970)                                         |             | Серия «XVI Олимпийские игры в Мельбурне (Австралия, 1956)»: - Бокс.                                                                                    | 0,40 руб.                | 20 июля 1957 года     | 2 000 000 | Василий Завьялов                                       |
| (ЦФА [АО «Марка»] № 2029) (Mi #1971)                                         |             | Серия «XVI Олимпийские игры в Мельбурне (Австралия, 1956)»: - Футбол.                                                                                  | 0,40 руб.                | 20 июля 1957 года     | 2 000 000 | Василий Завьялов                                       |
| (ЦФА [АО «Марка»] № 2030) (Mi #1972)                                         |             | Серия «XVI Олимпийские игры в Мельбурне (Австралия, 1956)»: - Тяжёлая атлетика.                                                                        | 0,60 руб.                | 20 июля 1957 года     | 2 000 000 | Василий Завьялов                                       |
| (ЦФА [АО «Марка»] № 2044) (Mi #1974)                                         |             | Серия «VI Всемирный фестиваль молодежи и студентов», виды Москвы: - Кремль со стороны Москвы-реки.                                                     | 0,40 руб.                | 27 июля 1957 года     | 2 000 000 | Василий Завьялов                                       |
| (ЦФА [АО «Марка»] № 2045) (Mi #1975)                                         |             | Серия «VI Всемирный фестиваль молодежи и студентов», виды Москвы: - Лужники.                                                                           | 0,40 руб.                | 27 июля 1957 года     | 2 000 000 | Василий Завьялов                                       |
| (ЦФА [АО «Марка»] № 2046) (Mi #1976)                                         |             | Серия «VI Всемирный фестиваль молодежи и студентов», виды Москвы: - Большой театр.                                                                     | 1,00 руб.                | 27 июля 1957 года     | 2 000 000 | Василий Завьялов                                       |
| (ЦФА [АО «Марка»] № 2047) (Mi #1977)                                         |             | Серия «VI Всемирный фестиваль молодежи и студентов», виды Москвы: - МГУ им. М. В. Ломоносова.                                                          | 1,00 руб.                | 27 июля 1957 года     | 2 000 000 | Василий Завьялов                                       |
| 1958                                                                         |             | |                          |                       |           |                                                        |
| (ЦФА [АО «Марка»] № 2163) (Mi #2089A)                                        |             | «VI первенство мира по футболу в Стокгольме»: - Футболисты на фоне Земного шара.                                                                       | 0,40 руб.                | 5 июня 1958 года      | 1 500 000 | Роман Житков                                           |
| (ЦФА [АО «Марка»] № 2164) (Mi #2090A)                                        |             | «VI первенство мира по футболу в Стокгольме»: - Футболисты на фоне Земного шара.                                                                       | 0,60 руб.                | 5 июня 1958 года      | 1 500 000 | Роман Житков                                           |
| (ЦФА [АО «Марка»] № 2165) (Mi #2089B)                                        |             | «VI первенство мира по футболу в Стокгольме»: - Футболисты на фоне Земного шара.                                                                       | 0,40 руб.                | 1 июля 1958 года      | 150 000   | Роман Житков                                           |
| (ЦФА [АО «Марка»] № 2166) (Mi #2090B)                                        |             | «VI первенство мира по футболу в Стокгольме»: - Футболисты на фоне Земного шара.                                                                       | 0,60 руб.                | 1 июля 1958 года      | 150 000   | Роман Житков                                           |
| (ЦФА [АО «Марка»] № 2167) (Mi #2092)                                         |             | «Первенство мира по гимнастике в Москве»: - Упражнения на кольцах.                                                                                     | 0,40 руб.                | 24 июня 1958 года     | 1 500 000 | Роман Житков                                           |
| (ЦФА [АО «Марка»] № 2168) (Mi #2093)                                         |             | «Первенство мира по гимнастике в Москве»: - Художественная гимнастика.                                                                                 | 0,40 руб.                | 24 июня 1958 года     | 1 500 000 | Роман Житков                                           |
| 1962                                                                         |             | |                          |                       |           |                                                        |
| (ЦФА [АО «Марка»] № 2697) (Mi #2611)                                         |             | Серия «Первенства мира по летним видам спорта»: - Велогонки.                                                                                           | 0,02 руб.                | 27 июня 1962 года     | 3 500 000 | Л. Завьялов                                            |
| (ЦФА [АО «Марка»] № 2698) (Mi #2612)                                         |             | Серия «Первенства мира по летним видам спорта»: - Волейбол (Москва).                                                                                   | 0,04 руб.                | 27 июня 1962 года     | 3 500 000 | Л. Завьялов                                            |
| (ЦФА [АО «Марка»] № 2699) (Mi #2613)                                         |             | Серия «Первенства мира по летним видам спорта»: - Академическая гребля (Люцерн).                                                                       | 0,10 руб.                | 27 июня 1962 года     | 3 500 000 | Л. Завьялов                                            |
| (ЦФА [АО «Марка»] № 2700) (Mi #2614)                                         |             | Серия «Первенства мира по летним видам спорта»: - Футбол (Чили).                                                                                       | 0,12 руб.                | 27 июня 1962 года     | 3 500 000 | Л. Завьялов                                            |
| (ЦФА [АО «Марка»] № 2701) (Mi #2615)                                         |             | Серия «Первенства мира по летним видам спорта»: - Пятиборье (Мехико).                                                                                  | 0,16 руб.                | 27 июня 1962 года     | 3 500 000 | Л. Завьялов                                            |
| 1963                                                                         |             | |                          |                       |           |                                                        |
| (ЦФА [АО «Марка»] № 2893) (Mi #2773B)                                        |             | Серия «III Спартакиада народов СССР»: - Велосипедный спорт.                                                                                            | 0,03 руб.                | 27 июня 1963 года     | 500 000   | Л. Завьялов                                            |
| (ЦФА [АО «Марка»] № 2894) (Mi #2774B)                                        |             | Серия «III Спартакиада народов СССР»: - Прыжки в длину.                                                                                                | 0,04 руб.                | 27 июня 1963 года     | 500 000   | Л. Завьялов                                            |
| (ЦФА [АО «Марка»] № 2895) (Mi #2775B)                                        |             | Серия «III Спартакиада народов СССР»: - Плавание. | 0,06 руб.                | 27 июня 1963 года     | 500 000   | Л. Завьялов                                            |
| (ЦФА [АО «Марка»] № 2896) (Mi #2776B)                                        |             | Серия «III Спартакиада народов СССР»: - Баскетбол. | 0,12 руб.                | 27 июня 1963 года     | 500 000   | Л. Завьялов                                            |
| (ЦФА [АО «Марка»] № 2897) (Mi #2777B)                                        |             | Серия «III Спартакиада народов СССР»: - Футбол. | 0,16 руб.                | 27 июня 1963 года     | 500 000   | Л. Завьялов                                            |
| (ЦФА [АО «Марка»] № 2898) (Mi #2773A)                                        |             | Серия «III Спартакиада народов СССР»: - Велосипедный спорт.                                                                                            | 0,03 руб.                | 27 июля 1963 года     | 4 500 000 | Л. Завьялов                                            |
| (ЦФА [АО «Марка»] № 2899) (Mi #2774A)                                        |             | Серия «III Спартакиада народов СССР»: - Прыжки в длину.                                                                                                | 0,04 руб.                | 27 июля 1963 года     | 4 500 000 | Л. Завьялов                                            |
| (ЦФА [АО «Марка»] № 2900) (Mi #2775A)                                        |             | Серия «III Спартакиада народов СССР»: - Плавание. | 0,06 руб.                | 27 июля 1963 года     | 4 500 000 | Л. Завьялов                                            |
| (ЦФА [АО «Марка»] № 2901) (Mi #2776A)                                        |             | Серия «III Спартакиада народов СССР»: - Баскетбол. | 0,12 руб.                | 27 июля 1963 года     | 2 500 000 | Л. Завьялов                                            |
| (ЦФА [АО «Марка»] № 2902) (Mi #2777A)                                        |             | Серия «III Спартакиада народов СССР»: - Футбол. | 0,16 руб.                | 27 июля 1963 года     | 2 500 000 | Л. Завьялов                                            |
| (ЦФА [АО «Марка»] № 2903) (Mi #2842) (Mi #2843) (Mi #2844) (Mi #2845)        |             | Почтовый блок серии «III Спартакиада народов СССР»: - Велосипедный спорт; - Прыжки в длину; - Баскетбол; - Футбол.                                     | 0,03 0,04 0,12 0,16 руб. | 22 декабря 1963 года  | 500 000   | Л. Завьялов, оформление Абрам Шмидштейн                |
| 1964                                                                         |             | |                          |                       |           |                                                        |
| (ЦФА [АО «Марка»] № 3085) (Mi #2938)                                         |             | Серия «XVIII Олимпийские игры в Токио (Япония)»: - почтовый блок (или крупноформатная марка) «Гимнастка» (также: «Зелёный блок» или «Токийский блок»). | 1,00 руб.                | 31 июля 1964 года     | 35 000    | Е. Анискин                                             |
| (ЦФА [АО «Марка»] № 3086) (Mi #2960)                                         |             | Серия «XVIII Олимпийские игры в Токио (Япония)»: - почтовый блок «Гимнастка».                                                                          | 1,00 руб.                | 27 сентября 1964 года | 300 000   | Е. Анискин                                             |
| 1966                                                                         |             | |                          |                       |           |                                                        |
| (ЦФА [АО «Марка»] № 3355) (Mi #3226)                                         |             | Серия «Спортивные чемпионаты и первенства мира»: - Золотой кубок (футбол).                                                                             | 0,04 руб.                | 31 мая 1966 года      | 4 000 000 | Лесегри: Борис Лебедев, Леонард Сергеев, Марк Гринберг |
| (ЦФА [АО «Марка»] № 3356) (Mi #3227)                                         |             | Серия «Спортивные чемпионаты и первенства мира»: - Футбол.                                                                                             | 0,06 руб.                | 31 мая 1966 года      | 4 000 000 | Лесегри: Борис Лебедев, Леонард Сергеев, Марк Гринберг |
| (ЦФА [АО «Марка»] № 3357) (Mi #3225)                                         |             | Серия «Спортивные чемпионаты и первенства мира»: - Шахматы.                                                                                            | 0,06 руб.                | 31 мая 1966 года      | 5 000 000 | Лесегри: Борис Лебедев, Леонард Сергеев, Марк Гринберг |
| (ЦФА [АО «Марка»] № 3358) (Mi #3212)                                         |             | Серия «Спортивные чемпионаты и первенства мира»: - Хоккей.                                                                                             | 0,10 руб.                | 30 апреля 1966 года   | 4 000 000 | З. Шарова                                              |
| (ЦФА [АО «Марка»] № 3359) (Mi #3228)                                         |             | Серия «Спортивные чемпионаты и первенства мира»: - Фехтование.                                                                                         | 0,12 руб.                | 31 мая 1966 года      | 3 000 000 | Лесегри: Борис Лебедев, Леонард Сергеев, Марк Гринберг |
| (ЦФА [АО «Марка»] № 3360) (Mi #3229)                                         |             | Серия «Спортивные чемпионаты и первенства мира»: - Фехтование (эмблема).                                                                               | 0,16 руб.                | 31 мая 1966 года      | 3 000 000 | Лесегри: Борис Лебедев, Леонард Сергеев, Марк Гринберг |
| (ЦФА [АО «Марка»] № 3361) (Mi #3247) (Mi #3248) (Mi #3249) (Mi #3250)        |             | Почтовый блок серии «Спортивные чемпионаты и первенства мира»: - Спортивные сюжеты.                                                                    | 0,10 руб.                | 26 июля 1966 года     | 500 000   | З. Шарова                                              |
| 1968                                                                         |             | |                          |                       |           |                                                        |
| (ЦФА [АО «Марка»] № 3640) (Mi #3512)                                         |             | Серия «Международные спортивные соревнования года»: - Гандбол.                                                                                         | 0,02 руб.                | 18 июля 1968 года     | 4 000 000 | Э. Дробицкий                                           |
| (ЦФА [АО «Марка»] № 3641) (Mi #3513)                                         |             | Серия «Международные спортивные соревнования года»: - Настольный теннис.                                                                               | 0,04 руб.                | 18 июля 1968 года     | 4 000 000 | Э. Дробицкий                                           |
| (ЦФА [АО «Марка»] № 3642) (Mi #3514)                                         |             | Серия «Международные спортивные соревнования года»: - Балтийская регата.                                                                               | 0,06 руб.                | 18 июля 1968 года     | 3 500 000 | Э. Дробицкий                                           |
| (ЦФА [АО «Марка»] № 3643) (Mi #3515)                                         |             | Серия «Международные спортивные соревнования года»: - Футбол.                                                                                          | 0,10 руб.                | 18 июля 1968 года     | 4 000 000 | Э. Дробицкий                                           |
| (ЦФА [АО «Марка»] № 3644) (Mi #3516)                                         |             | Серия «Международные спортивные соревнования года»: - Подводное плавание.                                                                              | 0,12 руб.                | 18 июля 1968 года     | 3 000 000 | Э. Дробицкий                                           |
| 1970                                                                         |             | |                          |                       |           |                                                        |
| (ЦФА [АО «Марка»] № 3870) (Mi #3771)                                         |             | Серия «Чемпионаты мира»: - Гимнастика. | 0,10 руб.                | 29 мая 1970 года      | 5 000 000 | Виктор Пименов                                         |
| (ЦФА [АО «Марка»] № 3871) (Mi #3772)                                         |             | Серия «Чемпионаты мира»: - Футбол. | 0,16 руб.                | 29 мая 1970 года      | 5 000 000 | Виктор Пименов                                         |
| 1974                                                                         |             | |                          |                       |           |                                                        |
| (ЦФА [АО «Марка»] № 4426) (Mi #4320) (Mi #4321) (Mi #4322) (Mi #4323)        |             | Почтовый блок «Москва — столица Олимпийских Игр». | 0,10 руб.                | 25 декабря 1974 года  | 1 200 000 | И. Мартынов Н. Черкасов                                |
| 1979                                                                         |             | |                          |                       |           |                                                        |
| (ЦФА [АО «Марка»] № 4974) (Mi #4856)                                         |             | Почтово-благотворительный выпуск «Игры XXII Олимпиады. Москва-80»: - Футбол.                                                                           | 0,04+0,02 руб.           | 20 июня 1979 года     | 6 000 000 | Н. Литвинов                                            |
| (ЦФА [АО «Марка»] № 4975) (Mi #4857)                                         |             | Почтово-благотворительный выпуск «Игры XXII Олимпиады. Москва-80»: - Баскетбол.                                                                        | 0,06+0,03 руб.           | 20 июня 1979 года     | 6 000 000 | Н. Литвинов                                            |
| (ЦФА [АО «Марка»] № 4976) (Mi #4858)                                         |             | Почтово-благотворительный выпуск «Игры XXII Олимпиады. Москва-80»: - Волейбол.                                                                         | 0,10+0,50 руб.           | 20 июня 1979 года     | 5 000 000 | Н. Литвинов                                            |
| (ЦФА [АО «Марка»] № 4977) (Mi #4859)                                         |             | Почтово-благотворительный выпуск «Игры XXII Олимпиады. Москва-80»: - Ручной мяч.                                                                       | 0,16+0,06 руб.           | 20 июня 1979 года     | 4 500 000 | Н. Литвинов                                            |
| (ЦФА [АО «Марка»] № 4978) (Mi #4860)                                         |             | Почтово-благотворительный выпуск «Игры XXII Олимпиады. Москва-80»: - Хоккей на траве.                                                                  | 0,20+0,10 руб.           | 20 июня 1979 года     | 1 200 000 | Н. Литвинов                                            |
| 1981                                                                         |             | |                          |                       |           |                                                        |
| (ЦФА [АО «Марка»] № 5199) (Mi #5081)                                         |             | Серия «Спорт в СССР»: - Бег. | 0,04 руб.                | 18 июня 1981 года     | 7 400 000 | И. Сущенко                                             |
| (ЦФА [АО «Марка»] № 5200) (Mi #5082)                                         |             | Серия «Спорт в СССР»: - Футбол. | 0,06 руб.                | 18 июня 1981 года     | 6 900 000 | И. Сущенко                                             |
| (ЦФА [АО «Марка»] № 5201) (Mi #5083)                                         |             | Серия «Спорт в СССР»: - Метание диска. | 0,10 руб.                | 18 июня 1981 года     | 6 400 000 | И. Сущенко                                             |
| (ЦФА [АО «Марка»] № 5202) (Mi #5084)                                         |             | Серия «Спорт в СССР»: - Бокс. | 0,15 руб.                | 18 июня 1981 года     | 4 900 000 | И. Сущенко                                             |
| (ЦФА [АО «Марка»] № 5203) (Mi #5085)                                         |             | Серия «Спорт в СССР»: - Плавание. | 0,32 руб.                | 18 июня 1981 года     | 4 700 000 | И. Сущенко                                             |
| 1982                                                                         |             | |                          |                       |           |                                                        |
| (ЦФА [АО «Марка»] № 5298) (Mi #5180)                                         |             | Чемпионат мира по футболу в Испании: - Скульптуры спортсменов.                                                                                         | 0,20 руб.                | 4 июня 1982 года      | 5 000 000 | Герман Комлев                                          |
| 1984                                                                         |             | |                          |                       |           |                                                        |
| (ЦФА [АО «Марка»] № 5512) (Mi #5391)                                         |             | Чемпионат Европы по футболу среди юношей: - Эмблема чемпионата.                                                                                        | 0,15 руб.                | 25 мая 1984 года      | 3 800 000 | Н. Шевцов                                              |
| 1985                                                                         |             | |                          |                       |           |                                                        |
| (ЦФА [АО «Марка»] № 5665) (Mi #5544)                                         |             | Чемпионат мира по футболу среди юниоров: - Кубок чемпионата.                                                                                           | 0,05 руб.                | 24 августа 1985 года  | 3 800 000 | Р. Стрельников                                         |
| 1986                                                                         |             | |                          |                       |           |                                                        |
| (ЦФА [АО «Марка»] № 5733) (Mi #5612)                                         |             | Чемпионат мира по футболу «Мехико-86»: - Скульптура футболистов.                                                                                       | 0,05 руб.                | 31 мая 1986 года      | 4 350 000 | Р. Стрельников                                         |
| (ЦФА [АО «Марка»] № 5734) (Mi #5613)                                         |             | Чемпионат мира по футболу «Мехико-86»: - Скульптура футболистов.                                                                                       | 0,10 руб.                | 31 мая 1986 года      | 3 750 000 | Р. Стрельников                                         |
| (ЦФА [АО «Марка»] № 5735) (Mi #5614)                                         |             | Чемпионат мира по футболу «Мехико-86»: - Медаль чемпионата.                                                                                            | 0,15 руб.                | 31 мая 1986 года      | 3 750 000 | Р. Стрельников                                         |
| 1988                                                                         |             | |                          |                       |           |                                                        |
| (ЦФА [АО «Марка»] № 5963) (Mi #5845)                                         |             | Серия «XXIV Олимпийские игры в Сеуле (Корея)», почтовый блок: - Футбол.                                                                                | 0,50 руб.                | 29 июня 1988 года     | 1 150 000 | Юрий Арцименев                                         |
| 1990                                                                         |             | |                          |                       |           |                                                        |
| (ЦФА [АО «Марка»] № 6208) (ЦФА [АО «Марка»] № 6208А) (Mi #6088) (Mi #6088B)  |             | Сцепка «Чемпионат мира по футболу „Италия-90“»: - Вратарь.                                                                                             | 0,05 руб.                | 25 мая 1990 года      | 4 800 000 | Владимир Бельтюков                                     |
| (ЦФА [АО «Марка»] № 6209) (ЦФА [АО «Марка»] № 6209А) (Mi #6089) (Mi #6089B)  |             | Сцепка «Чемпионат мира по футболу „Италия-90“»: - Момент игры.                                                                                         | 0,10 руб.                | 25 мая 1990 года      | 4 800 000 | Владимир Бельтюков                                     |
| (ЦФА [АО «Марка»] № 6210) (Mi #6090)                                         |             | Сцепка «Чемпионат мира по футболу „Италия-90“»: - Момент игры.                                                                                         | 0,15 руб.                | 25 мая 1990 года      | 2 800 000 | Владимир Бельтюков                                     |
| (ЦФА [АО «Марка»] № 6211) (Mi #6091)                                         |             | Сцепка «Чемпионат мира по футболу „Италия-90“»: - Борьба за мяч.                                                                                       | 0,25 руб.                | 25 мая 1990 года      | 2 800 000 | Владимир Бельтюков                                     |
| (ЦФА [АО «Марка»] № 6212) (Mi #6092)                                         |             | Сцепка «Чемпионат мира по футболу „Италия-90“»: - Вратарь.                                                                                             | 0,35 руб.                | 25 мая 1990 года      | 2 800 000 | Владимир Бельтюков                                     |
| 1991                                                                         |             | |                          |                       |           |                                                        |
| (ЦФА [АО «Марка»] № 6348) (Mi #6225)                                         |             | Предолимпийский выпуск: «XXV летние Олимпийские игры (Барселона, Испания 25.07-09.08.1992)»: - Гребля на каноэ.                                        | 0,10 руб.                | 4 сентября 1991 года  | 3 300 000 | Владимир Бельтюков                                     |
| (ЦФА [АО «Марка»] № 6349) (Mi #6226)                                         |             | Предолимпийский выпуск: «XXV летние Олимпийские игры (Барселона, Испания 25.07-09.08.1992)»: - Бег.                                                    | 0,20 руб.                | 4 сентября 1991 года  | 2 700 000 | Владимир Бельтюков                                     |
| (ЦФА [АО «Марка»] № 6350) (Mi #6227)                                         |             | Предолимпийский выпуск: «XXV летние Олимпийские игры (Барселона, Испания 25.07-09.08.1992)»: - Футбол.                                                 | 0,30 руб.                | 4 сентября 1991 года  | 2 200 000 | Владимир Бельтюков                                     |

## Комментарии
1. ↑  Каталог включает описание государственных знаков почтовой оплаты СССР (марок, блоков, малых листов, буклетов), введённых в обращение на территории СССР с августа 1923 по декабрь 1991 года.
2. ↑  Коммеморативные марки — обобщённое название специальных художественных (памятных, юбилейных и других) почтовых марок. Для упрощения терминологии в случаях, когда требуется лишь подчеркнуть, что данная марка не является общеупотребляемой (то есть стандартной), под термином «коммеморативная марка» подразумевают, кроме перечисленных выше, также тематические (рисунки которых, посвящены определённой теме коллекционирования) марки. Также все упомянутые марки, объединённые термином «коммеморативная», имеют общую черту: как правило, такие марки изготовляются на высоком полиграфическом уровне[4].
3. ↑  Ниже приведён перечень памятных художественных марок (с возможностью сортировки по номиналу, тиражу и дате введения в обращение).
4. ↑  Спорт в СССР. Всемирная Спартакиада: бег, синяя, с оранжевой рамкой. Фототипия на плотной бумаге, без водяного знака, перфорирована: линейная зубцовка 14 (на каждые 2 сантиметра края марки приходится 14 зубцов). В марочных листах 80 (8×10) марок[5][10][11].
5. ↑  Спорт в СССР. Всемирная Спартакиада: прыжки в воду, синяя, с чёрной рамкой. Фототипия на плотной бумаге, без водяного знака, перфорирована: линейная зубцовка 14 (на каждые 2 сантиметра края марки приходится 14 зубцов). В марочных листах 80 (8×10) марок[5][10][11].
6. ↑  Спорт в СССР. Всемирная Спартакиада: гребля на байдарках, коричневая, с зелёной рамкой. Фототипия на плотной бумаге, без водяного знака, перфорирована: линейная зубцовка 14 (на каждые 2 сантиметра края марки приходится 14 зубцов). В марочных листах 80 (8×10) марок[5][10][11].
7. ↑  Спорт в СССР. Всемирная Спартакиада: футбол, синяя, с красной рамкой. Фототипия на плотной бумаге, без водяного знака, перфорирована: линейная зубцовка 14 (на каждые 2 сантиметра края марки приходится 14 зубцов). В марочных листах 80 (8×10) марок[5][10][11].
8. ↑  Спорт в СССР. Всемирная Спартакиада: лыжный спорт, коричневая, с фиолетовой рамкой. Фототипия на плотной бумаге, без водяного знака, перфорирована: линейная зубцовка 14 (на каждые 2 сантиметра края марки приходится 14 зубцов). В марочных листах 80 (8×10) марок[5][10][11].
9. ↑  Спорт в СССР. Всемирная Спартакиада: велосипедный спорт, лиловая, с красной рамкой. Фототипия на плотной бумаге, без водяного знака, перфорирована: линейная зубцовка 14 (на каждые 2 сантиметра края марки приходится 14 зубцов). В марочных листах 80 (8×10) марок[5][10][11].
10. ↑  Спорт в СССР. Всемирная Спартакиада: теннис, коричневая, с черной рамкой. Фототипия на плотной бумаге, без водяного знака, перфорирована: линейная зубцовка 14 (на каждые 2 сантиметра края марки приходится 14 зубцов). В марочных листах 80 (8×10) марок[5][10][11].
11. ↑  Спорт в СССР. Всемирная Спартакиада: конькобежный спорт, синяя, с коричневой рамкой. Фототипия на плотной бумаге, без водяного знака, перфорирована: линейная зубцовка 14 (на каждые 2 сантиметра края марки приходится 14 зубцов). В марочных листах 80 (8×10) марок[5][10][11].
12. ↑  Спорт в СССР. Всемирная Спартакиада: барьерный бег, коричневая, с синей рамкой. Фототипия на плотной бумаге, без водяного знака, перфорирована: линейная зубцовка 14 (на каждые 2 сантиметра края марки приходится 14 зубцов). В марочных листах 80 (8×10) марок[5][10][11].
13. ↑  Спорт в СССР. Всемирная Спартакиада: парад физкультурников, красная, с коричневой рамкой. Фототипия на плотной бумаге, без водяного знака, перфорирована: линейная зубцовка 14 (на каждые 2 сантиметра края марки приходится 14 зубцов). В марочных листах 80 (8×10) марок[5][10][11].
14. ↑  Спорт в СССР. Прыжки в воду, красно-оранжевая. Фототипия на бумаге, без водяного знака, перфорирована: линейная зубцовка 12½ (на каждые 2 сантиметра края марки приходится 12½ зубцов). В марочных листах 100 (10×10) марок[14][13][15].
15. ↑  Спорт в СССР. Дискобол, чёрно-коричневая. Фототипия на бумаге, без водяного знака, перфорирована: линейная зубцовка 12½ (на каждые 2 сантиметра края марки приходится 12½ зубцов). В марочных листах 100 (10×10) марок[14][13][15].
16. ↑  Спорт в СССР. Теннисист, коричневая. Фототипия на бумаге, без водяного знака, перфорирована: линейная зубцовка 12½ (на каждые 2 сантиметра края марки приходится 12½ зубцов). В марочных листах 100 (10×10) марок[14][13][15].
17. ↑  Спорт в СССР. Мотоциклисты, зелёная. Фототипия на бумаге, без водяного знака, перфорирована: линейная зубцовка 12½ (на каждые 2 сантиметра края марки приходится 12½ зубцов). В марочных листах 100 (10×10) марок[14][13][15].
18. ↑  Спорт в СССР. Лыжник на дистанции, лиловая. Фототипия на бумаге, без водяного знака, перфорирована: линейная зубцовка 12½ (на каждые 2 сантиметра края марки приходится 12½ зубцов). В марочных листах 100 (10×10) марок[14][13][15].
19. ↑  Спорт в СССР. Бегуны у финиша, зелёная. Фототипия на бумаге, без водяного знака, перфорирована: линейная зубцовка 12½ (на каждые 2 сантиметра края марки приходится 12½ зубцов). В марочных листах 100 (10×10) марок[14][13][15].
20. ↑  Спорт в СССР. Футболисты, тёмно-синяя. Фототипия на бумаге, без водяного знака, перфорирована: линейная зубцовка 12½ (на каждые 2 сантиметра края марки приходится 12½ зубцов). В марочных листах 100 (10×10) марок[14][13][15].
21. ↑  Спорт в СССР. Колонна физкультурников, тёмно-синяя. Фототипия на бумаге, без водяного знака, перфорирована: линейная зубцовка 12½ (на каждые 2 сантиметра края марки приходится 12½ зубцов). В марочных листах 100 (10×10) марок[14][13][15].
22. ↑  Спорт в СССР. Второй выпуск года. Кросс, фиолетовая. Глубокая печать на бумаге, без водяного знака, растр ГР, перфорирована: линейная зубцовка 12½ (на каждые 2 сантиметра края марки приходится 12½ зубцов). В марочных листах 100 (10×10) марок[14][18][17].
23. ↑  Спорт в СССР. Второй выпуск года. Футбол, светло-коричневая. Глубокая печать на бумаге, без водяного знака, растр ГР. Разновидность  (ЦФА [АО «Марка»] № 1310-1) — растр ВР. Перфорирована: линейная зубцовка 12½ (на каждые 2 сантиметра края марки приходится 12½ зубцов). В марочных листах 100 (10×10) марок[14][18][17].
24. ↑  Спорт в СССР. Второй выпуск года. Скутер. Водно-моторный спорт, тёмно-коричневая. Глубокая печать на бумаге, без водяного знака, растр ГР, перфорирована: линейная зубцовка 12½ (на каждые 2 сантиметра края марки приходится 12½ зубцов). В марочных листах 100 (10×10) марок[14][18][17].
25. ↑  Спорт в СССР. Второй выпуск года. Прыжки в воду, голубая. Глубокая печать на бумаге, без водяного знака, растр ГР, перфорирована: линейная зубцовка 12½ (на каждые 2 сантиметра края марки приходится 12½ зубцов). В марочных листах 100 (10×10) марок[14][18][17].
26. ↑  Спорт в СССР. Первый выпуск года. Парусный спорт, синяя. Глубокая печать, перфорирована: линейная зубцовка 12½ (на каждые 2 сантиметра края марки приходится 12½ зубцов). В марочных листах 100 (10×10) марок[14][21][20].
27. ↑  Спорт в СССР. Первый выпуск года. Гребля на байдарках, сине-зелёная. Глубокая печать, перфорирована: линейная зубцовка 12½ (на каждые 2 сантиметра края марки приходится 12½ зубцов). В марочных листах 100 (10×10) марок[14][21][20].
28. ↑  Спорт в СССР. Первый выпуск года. Плавание, фиолетовая. Глубокая печать, перфорирована: линейная зубцовка 12½ (на каждые 2 сантиметра края марки приходится 12½ зубцов). В марочных листах 100 (10×10) марок[14][21][20].
29. ↑  Спорт в СССР. Первый выпуск года. Футбол, зелёная. Глубокая печать, перфорирована: линейная зубцовка 12½ (на каждые 2 сантиметра края марки приходится 12½ зубцов). В марочных листах 100 (10×10) марок[14][21][20].
30. ↑  Спорт в СССР. Первый выпуск года. Велосипедный спорт, красно-коричневая. Глубокая печать, перфорирована: линейная зубцовка 12½ (на каждые 2 сантиметра края марки приходится 12½ зубцов). В марочных листах 100 (10×10) марок[14][21][20].
31. ↑  Спорт в СССР. Первый выпуск года. Альпинизм, серо-синяя. Глубокая печать, перфорирована: линейная зубцовка 12½ (на каждые 2 сантиметра края марки приходится 12½ зубцов). В марочных листах 100 (10×10) марок[14][21][20].
32. ↑  Спорт в СССР. Первый выпуск года. Парашютный спорт, карминовая. Глубокая печать, перфорирована: линейная зубцовка 12½ (на каждые 2 сантиметра края марки приходится 12½ зубцов). В марочных листах 100 (10×10) марок[14][21][20].
33. ↑  Спорт в СССР. Первый выпуск года. Лёгкая атлетика, тёмно-серая. Глубокая печать, перфорирована: линейная зубцовка 12½ (на каждые 2 сантиметра края марки приходится 12½ зубцов). В марочных листах 100 (10×10) марок[14][21][20].
34. ↑  Спартакиада народов СССР: эстафетный бег, карминово-розовая. Глубокая печать, перфорирована: комбинированная гребенчатая зубцовка 12½:12 (на каждые 2 сантиметра края марки приходится 12½:12 зубцов). Разновидность  (ЦФА [АО «Марка»] № 1910С)  (Mi #1849C): линейная зубцовка 12½ (на каждые 2 сантиметра края марки приходится 12½ зубцов). В марочных листах 72 (6×12) марок[23][24][25].
35. ↑  Спартакиада народов СССР: волейбол, коричневая. Глубокая печать, перфорирована: комбинированная гребенчатая зубцовка 12:12½ (на каждые 2 сантиметра края марки приходится 12:12½ зубцов). В марочных листах 72 (12×6) марок[23][24][25].
36. ↑  Спартакиада народов СССР: плавание, сине-зелёная, фон жёлто-коричневый. Разновидность  (ЦФА [АО «Марка»] № 1912А) — фон светло-серый. Офсетная печать, перфорирована: комбинированная гребенчатая зубцовка 12:12½ (на каждые 2 сантиметра края марки приходится 12:12½ зубцов). В марочных листах 72 (12×6) марок[23][24][25].
37. ↑  Спартакиада народов СССР: академическая гребля, синяя. Разновидность  (ЦФА [АО «Марка»] № 1913А) — светло-синяя. Глубокая печать, перфорирована: комбинированная гребенчатая зубцовка 12:12½ (на каждые 2 сантиметра края марки приходится 12:12½ зубцов). В марочных листах 72 (12×6) марок[23][24][25].
38. ↑  Спартакиада народов СССР: флаг над стадионом в Лужниках, жёлто-зелёная, красная, фон жёлтый. Разновидности:  (ЦФА [АО «Марка»] № 1914А) — фон светло-серый и  (ЦФА [АО «Марка»] № 1914Б) — без фона. Офсетная печать, перфорирована: комбинированная гребенчатая зубцовка 12:12½ (на каждые 2 сантиметра края марки приходится 12:12½ зубцов). Разновидность  (ЦФА [АО «Марка»] № 1914С)  (Mi #1857C): линейная зубцовка 12½ (на каждые 2 сантиметра края марки приходится 12½ зубцов). В марочных листах 72 (12×6) марок[23][24][25].
39. ↑  Спартакиада народов СССР: футбол, жёлто-зелёная, тёмно-коричневая, жёлто-коричневая, фон светло-серый. Разновидность  (ЦФА [АО «Марка»] № 1915А) — фон жёлтый. Офсетная печать, перфорирована: комбинированная гребенчатая зубцовка 12½:12 (на каждые 2 сантиметра края марки приходится 12½:12 зубцов). В марочных листах 72 (6×12) марок[23][24][25].
40. ↑  Спартакиада народов СССР: фехтование, красно-коричневая, сине-зелёная, фон светло-серый. Разновидность  (ЦФА [АО «Марка»] № 1916А) — фон жёлтый. Офсетная печать, перфорирована: комбинированная гребенчатая зубцовка 12½:12 (на каждые 2 сантиметра края марки приходится 12½:12 зубцов). Разновидность  (ЦФА [АО «Марка»] № 1916С)  (Mi #1858C): линейная зубцовка 12½ (на каждые 2 сантиметра края марки приходится 12½ зубцов). В марочных листах 72 (6×12) марок[23][24][25].
41. ↑  Спартакиада народов СССР: прыжки в воду, тёмно-синяя. Глубокая печать, перфорирована: комбинированная гребенчатая зубцовка 12:12½ (на каждые 2 сантиметра края марки приходится 12:12½ зубцов). В марочных листах 72 (12×6) марок[23][24][25].
42. ↑  Спартакиада народов СССР: велосипедный спорт, чёрно-зелёная. Глубокая печать, перфорирована: комбинированная гребенчатая зубцовка 12½:12 (на каждые 2 сантиметра края марки приходится 12½:12 зубцов). В марочных листах 72 (6×12) марок[23][24][25].
43. ↑  Спартакиада народов СССР: эмблема Спартакиады, жёлтая, оранжевая, коричнево-оливковая, фон светло-серый. Разновидность  (ЦФА [АО «Марка»] № 1919А) — фон жёлтый. Офсетная печать, перфорирована: комбинированная гребенчатая зубцовка 12:12½ (на каждые 2 сантиметра края марки приходится 12:12½ зубцов). Разновидность  (ЦФА [АО «Марка»] № 1919С)  (Mi #1854C): линейная зубцовка 12½ (на каждые 2 сантиметра края марки приходится 12½ зубцов). В марочных листах 72 (12×6) марок[23][24][25].
44. ↑  Спартакиада народов СССР: теннис, коричнево-красная. Глубокая печать, перфорирована: комбинированная гребенчатая зубцовка 12:12½ (на каждые 2 сантиметра края марки приходится 12:12½ зубцов). Разновидность  (ЦФА [АО «Марка»] № 1920С)  (Mi #1855C): линейная зубцовка 12½ (на каждые 2 сантиметра края марки приходится 12½ зубцов). В марочных листах 72 (12×6) марок[23][24][25].
45. ↑  Спартакиада народов СССР: гимнастика, филетовая. Глубокая печать, перфорирована: комбинированная гребенчатая зубцовка 12½:12 (на каждые 2 сантиметра края марки приходится 12½:12 зубцов). В марочных листах 72 (6×12) марок[23][24][25].
46. ↑  Спартакиада народов СССР: бокс, тёмно-фиолетовая. Глубокая печать, перфорирована: комбинированная гребенчатая зубцовка 12:12½ (на каждые 2 сантиметра края марки приходится 12:12½ зубцов). Разновидность  (ЦФА [АО «Марка»] № 1922С)  (Mi #1860C): линейная зубцовка 12½ (на каждые 2 сантиметра края марки приходится 12½ зубцов). В марочных листах 72 (12×6) марок[23][24][25].
47. ↑  Спартакиада народов СССР: баскетбол, красно-коричневая. Глубокая печать, перфорирована: комбинированная гребенчатая зубцовка 12½:12 (на каждые 2 сантиметра края марки приходится 12½:12 зубцов). Разновидность  (ЦФА [АО «Марка»] № 1923С)  (Mi #1862C): линейная зубцовка 12½ (на каждые 2 сантиметра края марки приходится 12½ зубцов). В марочных листах 72 (6×12) марок[23][24][25].
48. ↑  III Международные игры молодежи в Москве: гимнастика, красно-коричневая, светло-фиолетовая. Офсет, перфорирована: линейная зубцовка 12½ (на каждые 2 сантиметра края марки приходится 12½ зубцов). В марочных листах 70 (7×10) марок[27][28][29].
49. ↑  III Международные игры молодежи в Москве: борьба, лиловая, светло-зелёная. Офсет, перфорирована: линейная зубцовка 12½ (на каждые 2 сантиметра края марки приходится 12½ зубцов). В марочных листах 70 (10×7) марок[27][28][29].
50. ↑  III Международные игры молодежи в Москве: спортсмены разных стран, ярко-фиолетовая, красная, на желтоватом фоне. Офсет, перфорирована: линейная зубцовка 12½ (на каждые 2 сантиметра края марки приходится 12½ зубцов). В марочных листах 70 (10×7) марок[27][28][29].
51. ↑  III Международные игры молодежи в Москве: эмблема Игр, оливково-зелёная, сине-зелёная, кирпичная. Офсет, перфорирована: линейная зубцовка 12½ (на каждые 2 сантиметра края марки приходится 12½ зубцов). В марочных листах 70 (7×10) марок[27][28][29].
52. ↑  III Международные игры молодежи в Москве: метание копья, серо-коричневая, ультрамариновая. Офсет, перфорирована: линейная зубцовка 12½ (на каждые 2 сантиметра края марки приходится 12½ зубцов). В марочных листах 70 (7×10) марок[27][28][29].
53. ↑  XVI Летние Олимпийские игры в Мельбурне: метание копья. Чёрно-коричневая, синяя. Офсет + литография, перфорирована: линейная зубцовка 12½ (на каждые 2 сантиметра края марки приходится 12½ зубцов). В марочных листах 72 (12×6) марок[27][31][32].
54. ↑  XVI Летние Олимпийские игры в Мельбурне: бег. Лиловая, зелёная. Офсет + литография, перфорирована: линейная зубцовка 12½ (на каждые 2 сантиметра края марки приходится 12½ зубцов). В марочных листах 72 (12×6) марок[27][31][32].
55. ↑  XVI Летние Олимпийские игры в Мельбурне: гимнаст на брусьях Ультрамариновая, жёлто-оранжевая. Офсет + литография, перфорирована: линейная зубцовка 12½ (на каждые 2 сантиметра края марки приходится 12½ зубцов). В марочных листах 72 (12×6) марок[27][31][32].
56. ↑  XVI Летние Олимпийские игры в Мельбурне: бокс Тёмно-серая, лиловая. Офсет + литография, перфорирована: линейная зубцовка 12½ (на каждые 2 сантиметра края марки приходится 12½ зубцов). В марочных листах 72 (12×6) марок[27][31][32].
57. ↑  XVI Летние Олимпийские игры в Мельбурне: футбол. Многоцветная. Офсет + литография, перфорирована: линейная зубцовка 12½ (на каждые 2 сантиметра края марки приходится 12½ зубцов). В марочных листах 72 (6×12) марок[27][31][32]. Кроме того, участию сборной СССР по футболу в отборочных матчах Олимпиады в Мельбурне был посвящён художественный конверт, подготовленный в Израиле в июле 1956 года[33].
58. ↑  XVI Летние Олимпийские игры в Мельбурне: штангист. Тёмно-коричневая, фиолетовая. Офсет + литография, перфорирована: линейная зубцовка 12½ (на каждые 2 сантиметра края марки приходится 12½ зубцов). В марочных листах 72 (12×6) марок[27][31][32].
59. ↑  VI Всемирный фестиваль молодежи и студентов, виды Москвы. Кремль со стороны Москвы-реки, чёрная, лилово-коричневая. Цветная автотипия в сочетании с типографской печатью на мелованной бумаге, перфорирована: линейная зубцовка 12½ (на каждые 2 сантиметра края марки приходится 12½ зубцов). В марочных листах 35 (7×5) марок[27][34][35].
60. ↑  VI Всемирный фестиваль молодежи и студентов, виды Москвы. Лужники, чёрная, тёмно-лиловая. Цветная автотипия в сочетании с типографской печатью на мелованной бумаге, перфорирована: линейная зубцовка 12½ (на каждые 2 сантиметра края марки приходится 12½ зубцов). В марочных листах 35 (7×5) марок[27][34][35].
61. ↑  VI Всемирный фестиваль молодежи и студентов, виды Москвы. Большой театр, серая, тёмно-фиолетовая. Цветная автотипия в сочетании с типографской печатью на мелованной бумаге, перфорирована: линейная зубцовка 12½ (на каждые 2 сантиметра края марки приходится 12½ зубцов). В марочных листах 40 (4×10) марок[27][34][35].
62. ↑  VI Всемирный фестиваль молодежи и студентов, виды Москвы. МГУ им. М. В. Ломоносова, чёрная, ярко-красная. Цветная автотипия в сочетании с типографской печатью на мелованной бумаге, перфорирована: линейная зубцовка 12½ (на каждые 2 сантиметра края марки приходится 12½ зубцов). В марочных листах 40 (4×10) марок[27][34][35].
63. ↑  VI первенство мира по футболу в Стокгольме: футболисты на фоне Земного шара, многоцветная. Офсетная печать, перфорирована: комбинированная гребенчатая зубцовка 12½:12 (на каждые 2 сантиметра края марки приходится 12½:12 зубцов). Разновидность  (ЦФА [АО «Марка»] № 2163А)
 (Mi #2089C) — линейная зубцовка 12½. В марочных листах 80 (10×8) марок[36][34][37].
64. ↑  VI первенство мира по футболу в Стокгольме: футболисты на фоне Земного шара, многоцветная. Офсетная печать, перфорирована: комбинированная гребенчатая зубцовка 12½:12 (на каждые 2 сантиметра края марки приходится 12½:12 зубцов). В марочных листах 80 (10×8) марок[36][34][37].
65. ↑  VI первенство мира по футболу в Стокгольме: футболисты на фоне Земного шара, многоцветная. Офсетная печать, без зубцов. В марочных листах 80 (10×8) марок[36][34][37].
66. ↑  VI первенство мира по футболу в Стокгольме: футболисты на фоне Земного шара, многоцветная. Офсетная печать, без зубцов. В марочных листах 80 (10×8) марок[36][34][37].
67. ↑  Первенство мира по гимнастике в Москве: упражнения на кольцах, многоцветная. Офсетная печать, перфорирована: комбинированная гребенчатая зубцовка 12½:12 (на каждые 2 сантиметра края марки приходится 12½:12 зубцов). В марочных листах 80 (10×8) марок[36][34][37].
68. ↑  Первенство мира по гимнастике в Москве: художественная гимнастика, многоцветная. Офсетная печать, перфорирована: комбинированная гребенчатая зубцовка 12½:12 (на каждые 2 сантиметра края марки приходится 12½:12 зубцов). В марочных листах 80 (10×8) марок[36][34][37].
69. ↑  Серия «Первенства мира по летним видам спорта»: велогонки, чёрная, коричневая, красная. Глубокая печать, перфорирована: рамочная зубцовка 11½ (на каждые 2 сантиметра края марки приходится 11½ зубцов). В марочных листах по 50 (5×10) марок[39][40][34].
70. ↑  Серия «Первенства мира по летним видам спорта»: волейбол, чёрная, кирпично-коричневая, бледно-жёлтая. Глубокая печать, перфорирована: рамочная зубцовка 11½ (на каждые 2 сантиметра края марки приходится 11½ зубцов). В марочных листах по 50 (10×5) марок[39][40][34].
71. ↑  Серия «Первенства мира по летним видам спорта»: академическая гребля, чёрная, ультрамариновая, лимонно-жёлтая. Глубокая печать, перфорирована: рамочная зубцовка 11½ (на каждые 2 сантиметра края марки приходится 11½ зубцов). В марочных листах по 50 (10×5) марок[39][40][34].
72. ↑  Серия «Первенства мира по летним видам спорта»: футбол (Чили), серо-коричневая, голубая, жёлтая. Глубокая печать, перфорирована: рамочная зубцовка 11½ (на каждые 2 сантиметра края марки приходится 11½ зубцов). В марочных листах по 50 (5×10) марок[39][40][34].
73. ↑  Серия «Первенства мира по летним видам спорта»: современное пятиборье, кирпично-красная, чёрно-фиолетовая, светло-зелёная. Глубокая печать, перфорирована: рамочная зубцовка 11½ (на каждые 2 сантиметра края марки приходится 11½ зубцов). В марочных листах по 50 (10×5) марок[39][40][34].
74. ↑  Серия «III Спартакиада народов СССР»: велосипедный спорт, многоцветная. Офсетная печать, без зубцов. В марочных листах по 25 (5×5) марок[42][43][44].
75. ↑  Серия «III Спартакиада народов СССР»: прыжки в длину, многоцветная. Офсетная печать, без зубцов. В марочных листах по 25 (5×5) марок[42][43][44].
76. ↑  Серия «III Спартакиада народов СССР»: плавание, многоцветная. Офсетная печать, без зубцов. В марочных листах по 25 (5×5) марок[42][43][44].
77. ↑  Серия «III Спартакиада народов СССР»: баскетбол, многоцветная. Офсетная печать, без зубцов. В марочных листах по 25 (5×5) марок[42][43][44].
78. ↑  Серия «III Спартакиада народов СССР»: футбол, многоцветная. Офсетная печать, без зубцов. В марочных листах по 25 (5×5) марок[42][43][44].
79. ↑  Серия «III Спартакиада народов СССР»: велосипедный спорт, многоцветная. Офсетная печать, перфорирована: комбинированная гребенчатая зубцовка 12½:12 (на каждые 2 сантиметра края марки приходится 12½:12 зубцов). В марочных листах по 25 (5×5) марок[42][43][34].
80. ↑  Серия «III Спартакиада народов СССР»: прыжки в длину, многоцветная. Офсетная печать, перфорирована: комбинированная гребенчатая зубцовка 12½:12 (на каждые 2 сантиметра края марки приходится 12½:12 зубцов). В марочных листах по 25 (5×5) марок[42][43][34].
81. ↑  Серия «III Спартакиада народов СССР»: плавание, многоцветная. Офсетная печать, перфорирована: комбинированная гребенчатая зубцовка 12:12½ (на каждые 2 сантиметра края марки приходится 12:12½ зубцов). В марочных листах по 25 (5×5) марок[42][43][34].
82. ↑  Серия «III Спартакиада народов СССР»: баскетбол, многоцветная. Офсетная печать, перфорирована: комбинированная гребенчатая зубцовка 12½:12 (на каждые 2 сантиметра края марки приходится 12½:12 зубцов). В марочных листах по 25 (5×5) марок[42][43][34].
83. ↑  Серия «III Спартакиада народов СССР»: футбол, многоцветная. Офсетная печать, перфорирована: комбинированная гребенчатая зубцовка 12½:12 (на каждые 2 сантиметра края марки приходится 12½:12 зубцов). В марочных листах по 25 (5×5) марок[42][43][34].
84. ↑  Серия «III Спартакиада народов СССР»: почтовый блок, многоцветная. В блоке марки  (ЦФА [АО «Марка»] № 2893)  (Mi #2842),  (ЦФА [АО «Марка»] № 2894)  (Mi #2843),  (ЦФА [АО «Марка»] № 2896)  (Mi #2844),  (ЦФА [АО «Марка»] № 2897)  (Mi #2845) с изменённым цветом. Офсетная печать на мелованной бумаге, без зубцов[42][43][44].
85. ↑  XVIII Олимпийские игры в Токио (Япония). Почтовый блок (или крупноформатная марка) 90×70 «Гимнастка», фон зелёный, с 6-тизначным номером. Автотипия на мелованной бумаге, без зубцов. «Зелёный блок» или «Токийский блок»[47] — филателистическое название первого изданного в СССР номерного почтового блока, выпущенного 31 июля 1964 года в ознаменование XVIII Олимпийских игр в Токио  (ЦФА [АО «Марка»] № 3085)  (Mi #2938) или  (Mi #Block33). Относится к наиболее редким выпускам (официальный тираж всего 35 000 экземпляров)[47]. Внимание! Требуется экспертиза: известны подделки номерного блока с хорошей полиграфией[46][44][48].
86. ↑  XVIII Олимпийские игры в Токио (Япония). Почтовый блок 90×70 «Гимнастка», многоцветная (фон жёлто-красно-коричневый), без номера. Автотипия на мелованной бумаге, без зубцов[46][44][48].
87. ↑  Серия «Спортивные чемпионаты и первенства мира»: футбол — золотой кубок, многоцветная. Офсетная печать на мелованной бумаге, перфорирована: гребенчатая зубцовка 11½ (на каждые 2 сантиметра края марки приходится 11½ зубцов). В марочных листах по 20 (4×5) марок[50][44][51].
88. ↑  Серия «Спортивные чемпионаты и первенства мира»: футбол, многоцветная. Офсетная печать на мелованной бумаге, перфорирована: гребенчатая зубцовка 11½ (на каждые 2 сантиметра края марки приходится 11½ зубцов). В марочных листах по 20 (4×5) марок[50][44][51].
89. ↑  Серия «Спортивные чемпионаты и первенства мира»: шахматы, многоцветная. Офсетная печать на мелованной бумаге, перфорирована: гребенчатая зубцовка 11½ (на каждые 2 сантиметра края марки приходится 11½ зубцов). В марочных листах по 20 (4×5) марок[50][51][53].
90. ↑  Серия «Спортивные чемпионаты и первенства мира»: хоккей, многоцветная. Офсетная печать на мелованной бумаге, перфорирована: гребенчатая зубцовка 11½ (на каждые 2 сантиметра края марки приходится 11½ зубцов). В марочных листах по 20 (4×5) марок[50][51][54].
91. ↑  Серия «Спортивные чемпионаты и первенства мира»: фехтование, многоцветная. Офсетная печать на мелованной бумаге, перфорирована: гребенчатая зубцовка 11½ (на каждые 2 сантиметра края марки приходится 11½ зубцов). В марочных листах по 20 (4×5) марок[50][44][51].
92. ↑  Серия «Спортивные чемпионаты и первенства мира»: фехтование (эмблема), многоцветная. Офсетная печать на мелованной бумаге, перфорирована: гребенчатая зубцовка 11½ (на каждые 2 сантиметра края марки приходится 11½ зубцов). В марочных листах по 20 (4×5) марок[50][44][51].
93. ↑  Почтовый блок 110×110 мм серии «Спортивные чемпионаты и первенства мира»: спортивные сюжеты, многоцветный, клюшка золотистая. В блоке четыре многоцветные марки со спортивными сюжетами, повторяющие уменьшенные рисунки серии: на марке  (Mi #3247) — фехтование, на марке  (Mi #3248) — футбол, на марке  (Mi #3249) — шахматы, на марке  (Mi #3250) — хоккей. Офсетная печать на мелованной бумаге, перфорирована: рамочная зубцовка 11½ (на каждые 2 сантиметра края марки приходится 11½ зубцов)[50][55][51].
94. ↑  Серия «Международные спортивные соревнования года»: ручной мяч, многоцветная. Офсетная печать на мелованной бумаге, перфорирована: комбинированная гребенчатая зубцовка 12:12½ (на каждые 2 сантиметра края марки приходится 12:12½ зубцов). В марочных листах по 25 (5×5) марок[56][55][57].
95. ↑  Серия «Международные спортивные соревнования года»: настольный теннис, многоцветная. Офсетная печать на мелованной бумаге, перфорирована: комбинированная гребенчатая зубцовка 12½:12 (на каждые 2 сантиметра края марки приходится 12½:12 зубцов). В марочных листах по 25 (5×5) марок[56][55][57].
96. ↑  Серия «Международные спортивные соревнования года»: Балтийская регата, многоцветная. Офсетная печать на мелованной бумаге, перфорирована: комбинированная гребенчатая зубцовка 12:12½ (на каждые 2 сантиметра края марки приходится 12:12½ зубцов). В марочных листах по 25 (5×5) марок[56][55][57].
97. ↑  Серия «Международные спортивные соревнования года»: футбол, многоцветная. Офсетная печать на мелованной бумаге, перфорирована: комбинированная гребенчатая зубцовка 12:12½ (на каждые 2 сантиметра края марки приходится 12:12½ зубцов). В марочных листах по 25 (5×5) марок[56][55][57].
98. ↑  Серия «Международные спортивные соревнования года»: подводное плавание, многоцветная. Офсетная печать на мелованной бумаге, перфорирована: комбинированная гребенчатая зубцовка 12½:12 (на каждые 2 сантиметра края марки приходится 12½:12 зубцов). В марочных листах по 25 (5×5) марок[56][55][57].
99. ↑  Серия «Чемпионаты мира»: гимнастика, розово-карминовая, серо-оливковая. Глубокая печать на мелованной бумаге, перфорирована: рамочная зубцовка 11½ (на каждые 2 сантиметра края марки приходится 11½ зубцов). В марочных листах по 50 (10×5) марок[59][55][60].
100. ↑  Серия «Чемпионаты мира»: футбол, коричневая, тёмно-зелёная. Глубокая печать на мелованной бумаге, перфорирована: рамочная зубцовка 11½ (на каждые 2 сантиметра края марки приходится 11½ зубцов). В марочных листах по 50 (10×5) марок[59][55][60].
101. ↑  Почтовый блок 95×75 мм «Москва — столица XXII летних Олимпийских игр 1980 года». В блоке четыре многоцветные марки со спортивными сюжетами: на марке  (Mi #4320) — гимнастка, на марке  (Mi #4321) — бегуны, на марке  (Mi #4322) — футбол, на марке  (Mi #4323) — гребля. Глубокая печать на мелованной бумаге, перфорирована: комбинированная рамочная зубцовка 12:11½ (на каждые 2 сантиметра края марки приходится 12:11½ зубцов)[62][55][63].
102. ↑  Почтово-благотоворительный выпуск Игры XXII Олимпиады. Москва-80. На марке  (ЦФА [АО «Марка»] № 4974) — футбол, многоцветная. Офсетная печать, перфорирована: комбинированная гребенчатая зубцовка 12½:12 (на каждые 2 сантиметра края марки приходится 12½:12 зубцов). В марочных листах 36 (6×6) и малые листы (кляйнбогены) по 20 (4×5) марок[65][66][67].
103. ↑  Почтово-благотоворительный выпуск Игры XXII Олимпиады. Москва-80. На марке  (ЦФА [АО «Марка»] № 4975) — баскетбол, многоцветная. Офсетная печать, перфорирована: комбинированная гребенчатая зубцовка 12:12½ (на каждые 2 сантиметра края марки приходится 12:12½ зубцов). В марочных листах 36 (6×6) и малые листы (кляйнбогены) по 20 (5×4) марок[65][66][67].
104. ↑  Почтово-благотоворительный выпуск Игры XXII Олимпиады. Москва-80. На марке  (ЦФА [АО «Марка»] № 4976) — волейбол, многоцветная. Офсетная печать, перфорирована: комбинированная гребенчатая зубцовка 12:12½ (на каждые 2 сантиметра края марки приходится 12:12½ зубцов). В марочных листах 36 (6×6) и малые листы (кляйнбогены) по 20 (5×4) марок[65][66][67].
105. ↑  Почтово-благотоворительный выпуск Игры XXII Олимпиады. Москва-80. На марке  (ЦФА [АО «Марка»] № 4977) — гандбол, многоцветная. Офсетная печать, перфорирована: комбинированная гребенчатая зубцовка 12½:12 (на каждые 2 сантиметра края марки приходится 12½:12 зубцов). В марочных листах 36 (6×6) и малые листы (кляйнбогены) по 20 (4×5) марок[65][66][67].
106. ↑  Почтово-благотоворительный выпуск Игры XXII Олимпиады. Москва-80. На марке  (ЦФА [АО «Марка»] № 4978) — хоккей на траве, многоцветная. Офсетная печать, перфорирована: комбинированная гребенчатая зубцовка 12½:12 (на каждые 2 сантиметра края марки приходится 12½:12 зубцов). В марочных листах 36 (6×6) и малые листы (кляйнбогены) по 20 (4×5) марок[65][66][67].
107. ↑  Серия «Спорт в СССР». На многоцветной марке — бег. Офсетная печать перфорирована: комбинированная гребенчатая зубцовка 12½:12 (на каждые 2 сантиметра края марки приходится 12½:12 зубцов). В марочных листах 36 (6×6) марок[69][70][71].
108. ↑  Серия «Спорт в СССР». На многоцветной марке — футбол. Офсетная печать перфорирована: комбинированная гребенчатая зубцовка 12½:12 (на каждые 2 сантиметра края марки приходится 12½:12 зубцов). В марочных листах 36 (6×6) марок[69][70][71].
109. ↑  Серия «Спорт в СССР». На многоцветной марке — метание диска. Офсетная печать перфорирована: комбинированная гребенчатая зубцовка 12½:12 (на каждые 2 сантиметра края марки приходится 12½:12 зубцов). В марочных листах 36 (6×6) марок[69][70][71].
110. ↑  Серия «Спорт в СССР». На многоцветной марке — бокс. Офсетная печать перфорирована: комбинированная гребенчатая зубцовка 12½:12 (на каждые 2 сантиметра края марки приходится 12½:12 зубцов). В марочных листах 36 (6×6) марок[69][70][71].
111. ↑  Серия «Спорт в СССР». На многоцветной марке — плавание. Офсетная печать перфорирована: комбинированная гребенчатая зубцовка 12½:12 (на каждые 2 сантиметра края марки приходится 12½:12 зубцов). В марочных листах 36 (6×6) марок[69][70][71].
112. ↑  Чемпионат мира по футболу в Испании. На марке — скульптуры спортсменов, тёмно-фиолетовая, жёлто-оливковая. Глубокая печать на мелованной бумаге перфорирована: рамочная зубцовка 11½ (на каждые 2 сантиметра края марки приходится 11½ зубцов). В марочных листах 25 (5×5) и 8 (2×4) марок[73][70][74].
113. ↑  Чемпионат Европы по футболу среди юношей. На многоцветной марке эмблема чемпионата. Глубокая печать перфорирована: комбинированная рамочная зубцовка 12:11½ (на каждые 2 сантиметра края марки приходится 12:11½ зубцов). В марочных листах 25 (5×5) марок[76][70][77].
114. ↑  Чемпионат мира по футболу среди юниоров. На многоцветной марке кубок чемпионата. Офсетная печать перфорирована: комбинированная гребенчатая зубцовка 12½:12 (на каждые 2 сантиметра края марки приходится 12½:12 зубцов). В марочных листах 36 (6×6) марок[79][70][80].
115. ↑  Чемпионат мира по футболу «Мехико-86». На многоцветной марке скульптура футболистов. Глубокая печать перфорирована: рамочная зубцовка 11½ (на каждые 2 сантиметра края марки приходится 11½ зубцов). В марочных листах 50 (5×10) и малые листы (кляйнбогены) 8 (2×4) марок с художественно оформленными полями, дополнительным тиражом 15 000 экземпляров или 120 000 марок[82][70][83].
116. ↑  Чемпионат мира по футболу «Мехико-86». На многоцветной марке скульптура футболистов. Глубокая печать перфорирована: рамочная зубцовка 11½ (на каждые 2 сантиметра края марки приходится 11½ зубцов). В марочных листах 50 (5×10) и малые листы (кляйнбогены) 8 (2×4) марок с художественно оформленными полями, дополнительным тиражом 15 000 экземпляров или 120 000 марок[82][70][83].
117. ↑  Чемпионат мира по футболу «Мехико-86». На многоцветной марке медаль чемпионата. Глубокая печать перфорирована: рамочная зубцовка 11½ (на каждые 2 сантиметра края марки приходится 11½ зубцов). В марочных листах 50 (5×10) и малые листы (кляйнбогены) 8 (2×4) марок с художественно оформленными полями, дополнительным тиражом 15 000 экземпляров или 120 000 марок[82][70][83].
118. ↑  XXIV Олимпийские игры в Сеуле. В многоцветном почтовом блоке размерами 80×65 мм марка  (ЦФА [АО «Марка»] № 5963) — футбол. Глубокая печать, марка перфорирована: комбинированная рамочная зубцовка 12:12½ (на каждые 2 сантиметра края марки приходится 12:12½ зубцов)[85][70][86].
119. ↑  Сцепка «Чемпионат мира по футболу „Италия-90“». На многоцветных марках  (ЦФА [АО «Марка»] № 6208) — вратарь. Разновидность  (ЦФА [АО «Марка»] № 6208А) — без зелёных полей по бокам. Офсет, перфорирована: комбинированная гребенчатая зубцовка 12:12½ (на каждые 2 сантиметра края марки приходится 12:12½ зубцов). В марочных листах 50 (5×10) или 10 горизонтальных сцепок на лист, а также малые листы (кляйнбогены) 8 (2×4) марок  (ЦФА [АО «Марка»] № 6208А) с художественно оформленными полями[88][70][89].
120. ↑  Суммарный тираж горизонтальных сцепок из 5 марок  (ЦФА [АО «Марка»] № 6208) по 10 на марочном листе 2 800 000 экземпляров и малых марочных листов (кляйнбогенов) с художественно оформленными полями по 8 (2×4) марок  (ЦФА [АО «Марка»] № 6208А) 2 000 000 экземпляров[70][89].
121. ↑  Сцепка «Чемпионат мира по футболу „Италия-90“». На многоцветных марках  (ЦФА [АО «Марка»] № 6209) — момент игры. Разновидность  (ЦФА [АО «Марка»] № 6209А) — без зелёных полей по бокам. Офсет, перфорирована: комбинированная гребенчатая зубцовка 12:12½ (на каждые 2 сантиметра края марки приходится 12:12½ зубцов). В марочных листах 50 (5×10) или 10 горизонтальных сцепок на лист, а также малые листы (кляйнбогены) 8 (2×4) марок  (ЦФА [АО «Марка»] № 6209А) с художественно оформленными полями[88][70][89].
122. ↑  Суммарный тираж горизонтальных сцепок из 5 марок  (ЦФА [АО «Марка»] № 6209) по 10 на марочном листе 2 800 000 экземпляров и малых марочных листов (кляйнбогенов) с художественно оформленными полями по 8 (2×4) марок  (ЦФА [АО «Марка»] № 6209А) 2 000 000 экземпляров[70][89].
123. ↑  Сцепка «Чемпионат мира по футболу „Италия-90“». На многоцветных марках  (ЦФА [АО «Марка»] № 6210) — момент игры. Офсет, перфорирована: комбинированная гребенчатая зубцовка 12:12½ (на каждые 2 сантиметра края марки приходится 12:12½ зубцов). В марочных листах 50 (5×10) или 10 горизонтальных сцепок на лист[88][70][89].
124. ↑  Сцепка «Чемпионат мира по футболу „Италия-90“». На многоцветных марках  (ЦФА [АО «Марка»] № 6211) — борьба за мяч. Офсет, перфорирована: комбинированная гребенчатая зубцовка 12:12½ (на каждые 2 сантиметра края марки приходится 12:12½ зубцов). В марочных листах 50 (5×10) или 10 горизонтальных сцепок на лист[88][70][89].
125. ↑  Сцепка «Чемпионат мира по футболу „Италия-90“». На многоцветных марках  (ЦФА [АО «Марка»] № 6212) — вратарь. Офсет, перфорирована: комбинированная гребенчатая зубцовка 12:12½ (на каждые 2 сантиметра края марки приходится 12:12½ зубцов). В марочных листах 50 (5×10) или 10 горизонтальных сцепок на лист[88][70][89].
126. ↑  Предолимпийский выпуск: «XXV летние Олимпийские игры» (Барселона, Испания 25.07-09.08.1992). На многоцветных марках рисунки, символизирующие виды спорта представленные на Играх, а также достопримечательности Барселоны.  (ЦФА [АО «Марка»] № 6348) — водные соревнования: гребля на байдарках и каноэ. Изображение каравеллы Х. Колумба «Санта-Мария». Офсет на мелованной бумаге, перфорирована: комбинированная гребенчатая зубцовка 12:12½ (на каждые 2 сантиметра края марки приходится 12:12½ зубцов). В марочных листах 50 (5×10) и малые листы (кляйнбогены) 8 (2×4) марок[6][92][93].
127. ↑  Предолимпийский выпуск: «XXV летние Олимпийские игры» (Барселона, Испания 25.07-09.08.1992). На многоцветных марках рисунки, символизирующие виды спорта представленные на Играх, а также достопримечательности Барселоны.  (ЦФА [АО «Марка»] № 6349) — лёгкая атлетика: бег. Изображение церкви Саграда Фамилия (начата в 1884 году, архитектор А. Гоули). Офсет на мелованной бумаге, перфорирована: комбинированная гребенчатая зубцовка 12:12½ (на каждые 2 сантиметра края марки приходится 12:12½ зубцов). В марочных листах 50 (5×10) и малые листы (кляйнбогены) 8 (2×4) марок[6][92][93].
128. ↑  Предолимпийский выпуск: «XXV летние Олимпийские игры» (Барселона, Испания 25.07-09.08.1992). На многоцветных марках рисунки, символизирующие виды спорта представленные на Играх, а также достопримечательности Барселоны.  (ЦФА [АО «Марка»] № 6350) — игровые виды спорта: футбол. Изображение стадиона в Барселоне (1959, архитектор Л. Г. Барбон). Офсет на мелованной бумаге, перфорирована: комбинированная гребенчатая зубцовка 12:12½ (на каждые 2 сантиметра края марки приходится 12:12½ зубцов). В марочных листах 50 (5×10) и малые листы (кляйнбогены) 8 (2×4) марок[6][92][93].